# Forelsket efter eget ønske
Forelsket efter eget ønske (russisk: Влюблён по собственному желанию) er en sovjetisk spillefilm fra 1983 af Sergej Mikaeljan.

## Medvirkende
- Oleg Jankovskij som Igor
- Jevgenija Glusjenko som Vera
- Vsevolod Sjilovskij som Nikolaj
- Irina Reznikova som Natasja
- Jurij Dubrovin som Petrusjkin